# Pseudopiptadenia warmingii
Pseudopiptadenia warmingii är en ärtväxtart som först beskrevs av George Bentham, och fick sitt nu gällande namn av Gwilym Peter Lewis och Marli Pires Morim de Lima. Pseudopiptadenia warmingii ingår i släktet Pseudopiptadenia och familjen ärtväxter. Inga underarter finns listade i Catalogue of Life.